# Dipteronotus
Dipteronotus è un genere di pesci ossei estinto, appartenente ai perleidiformi. Visse nel Triassico medio – superiore (circa 244 – 230 milioni di anni fa) e i suoi resti fossili sono stati ritrovati in Europa e in Africa.

## Descrizione
Questo pesce era dotato di un profilo molto elevato e il suo corpo era compresso lateralmente. Le dimensioni si aggiravano solitamente intorno ai 20 centimetri di lunghezza, ma sono noti esemplari lunghi anche oltre 40 centimetri. Dipteronotus era caratterizzato da una particolare “gobba” molto pronunciata di fronte alla regione della pinna dorsale, che era bassa e allungata; in molte specie di questo genere questa gobba era dotata di scaglie estremamente allungate che davano l'impressione di costituire una sorta di “prima” pinna dorsale anteriore. Il cranio era dotato di un muso corto e i denti erano lunghi e  robusti, dalla punta smussata. 

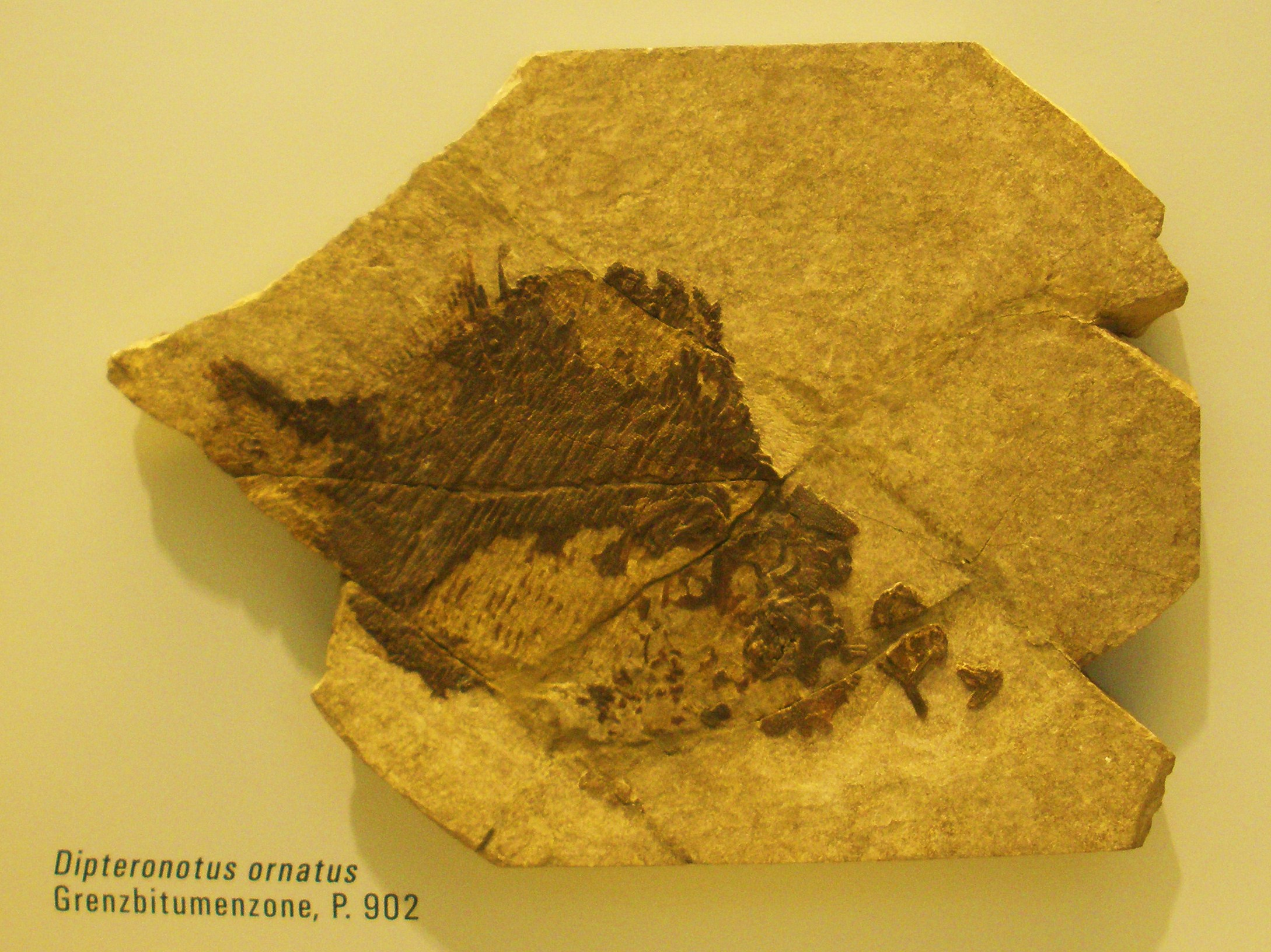
Fossile di Dipteronotus ornatus

## Classificazione
Il genere Dipteronotus venne descritto per la prima volta da Egerton nel 1854 sulla base di fossili ritrovati nella formazione Bromsgrove (Triassico medio/superiore) in Inghilterra; la specie tipo è Dipteronotus cyphus. Successivamente a questo genere sono state attribuite altre specie: D. ornatus del Triassico medio di Monte San Giorgio (Svizzera), D. olgiatii del Ladinico di Ca' del Frate (Italia), D. aculeatus del Triassico inferiore della Germania, D. gibbosus del Triassico superiore del Marocco. Altri fossili attribuibili a questo genere provengono dal Triassico inferiore della Francia.

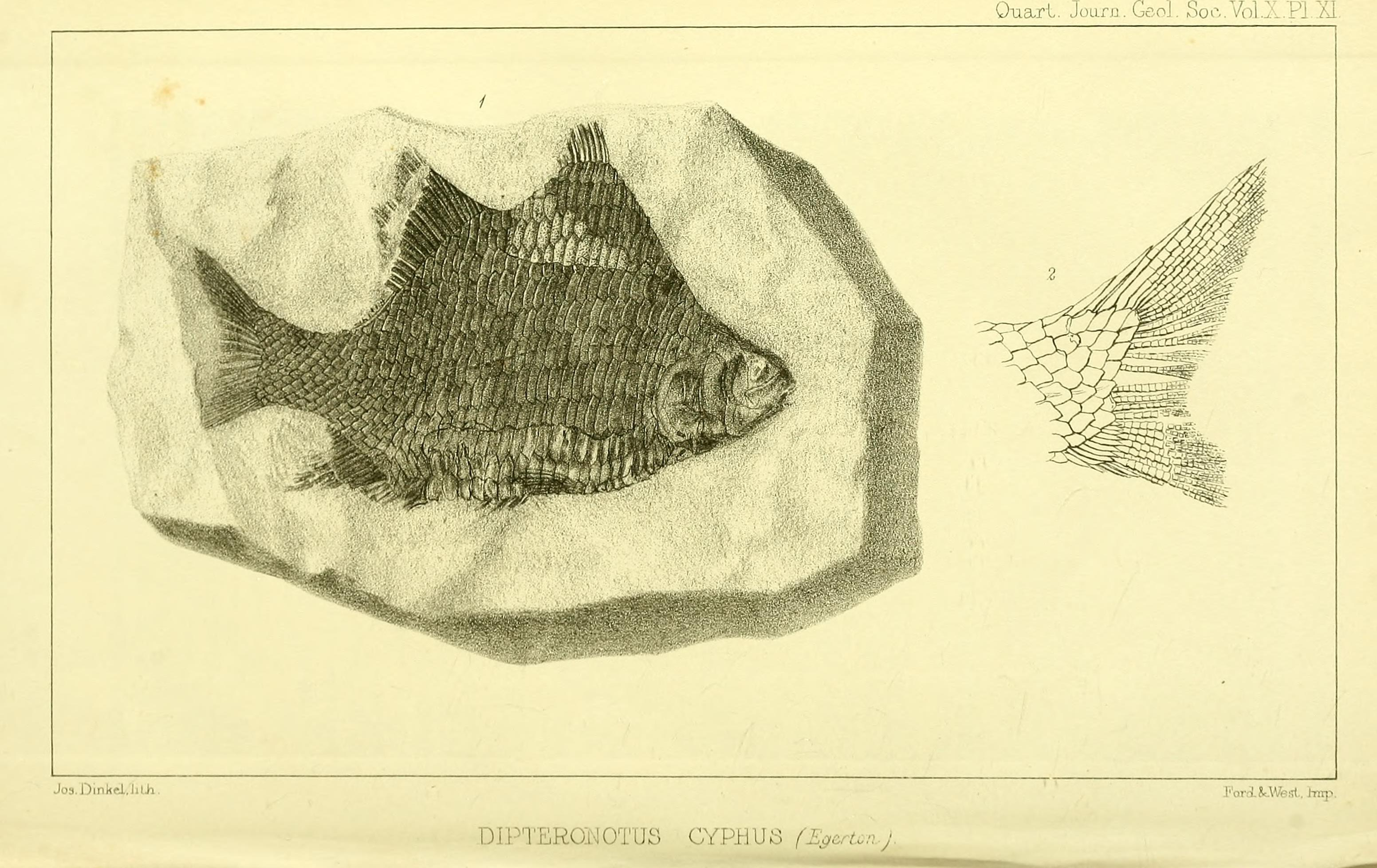
Illustrazione di un fossile di Dipteronotus cyphus

Dipteronotus potrebbe essere un rappresentante dei cleitrolepidi, un gruppo di pesci dalla forma discoidale tipici del Triassico, appartenenti al gruppo eterogeneo dei perleidiformi.

## Paleobiologia
Dipteronotus doveva essere un nuotatore lento ma efficace, che si muoveva grazie a movimenti ondulatori delle pinne dorsali e anali; i grandi denti cilindrici e robusti indicano che questo animale si nutriva di prede dal guscio duro.